# Godzilla contro i giganti
Godzilla contro i giganti (地球攻撃命令 ゴジラ対ガイガン?, Chikyū kogeki meirei - Gojira tai Gaigan, lett. "Direttiva di distruzione della Terra - Godzilla vs. Gigan") è un film del 1972 diretto da Jun Fukuda.
Si tratta del dodicesimo sequel del film Godzilla del 1954. Questo è stato l'unico film di Godzilla che è stato distribuito lo stesso anno in Italia (per gli altri film si doveva attendere anche 3 o 4 anni prima della sua uscita).

## Trama
Degli alieni simili a scarafaggi, provenienti dalla Nebulosa M, sono scappati dal loro pianeta ormai troppo inquinato. Una volta giunti in Giappone assumono l'aspetto di persone precedentemente morte e aprono un luna park, chiamato "il Mondo dei ragazzi", come copertura nel quale l'attrazione principale è una gigantesca torre a forma di Godzilla, che in realtà sarebbe il centro di comando dove manovrano i loro due mostri: King Ghidorah e un nuovo mostro, Gigan. Il loro scopo è colonizzare la Terra con l'aiuto dei due giganti. Intanto il disegnatore di fumetti Gengo Kodaka sta cercando lavoro dopo aver fallito in tutte le aziende in cui ha lavorato e lo trova proprio nella torre, venendo assunto dal direttore. Questo è strano perché è basso e ha l'età di un quindicenne. Gengo viene contattato da una ragazza che crede che suo fratello sia prigioniero in quella torre e lei aveva rubato un nastro contenente un suono comprensibile solo da Godzilla: un segnale d'aiuto.
Gengo trova il fratello della ragazza  imprigionato in una stanza della torre e capisce che quelle persone in realtà sono alieni. Gengo e la ragazza chiamano Godzilla con il nastro per avvertirlo del pericolo ed egli parte subito per il Giappone. Gengo però si fa scoprire e viene fatto prigioniero nella torre insieme alla ragazza. Gli alieni riprendono il nastro e insieme a un altro chiamano Gigan e King Ghidorah che una volta arrivati attaccano e distruggono gran parte di Tokyo. Gengo, la ragazza e suo fratello però fuggono e chiamano l'esercito. Intanto Godzilla, seguito da Anguirus arriva a Tokyo e tiene occupati i due mostri spaziali, mentre Gengo e un piccolo gruppo di soldati, con un trucco riesce a ingannare gli alieni e a far saltare in aria la torre che stava indebolendo Godzilla con un potentissimo raggio laser. Godzilla però è privo di forze a causa del raggio laser e Ghidorah ne approfitta per attaccarlo e lo mette KO. Ma commette un errore. Lancia Godzilla verso quel che rimane della torre e il colpo fa riprendere i sensi al mostro nucleare che con Anguirus organizza un piano per sbarazzarsi dei due mostri spaziali, che dopo una dura lotta, scappano ritornando nello spazio.

## Produzione
Il film segna il ritorno nella serie di Jun Fukuda, dopo cinque anni: Tomoyuki Tanaka infatti non aveva apprezzato il lavoro di Yoshimitsu Banno sul precedente film Godzilla - Furia di mostri. Il progetto in origine doveva essere intitolato "Kingu Gidora no daigyakushu" (lett. "Il grande contrattacco di King Ghidorah") e prevedeva Godzilla, Rodan e Varan contro il drago a tre teste, Gigan e un nuovo mostro chiamato Mogu. Un secondo progetto prevedeva invece l'inserimento di Megalon, che verrà poi utilizzato nel film successivo della serie, alla fine poi si arrivò al progetto finale. Originariamente il regista doveva essere Ishirō Honda, che non poté perché era impegnato in un'altra sceneggiatura per un altro film che poi diventerà Distruggete Kong! La Terra è in pericolo!, il regista allora affidò la regia al collega Jun Fukuda. questo è l'unico film di Jun Fukuda ad avere come compositore il maestro Akira Ifukube, abituale compositore dei film di Ishirō Honda, Ifukube comunque non ha composto alcuna nuova musica per il film e sono state riciclate alcune composizioni dai precedenti capitoli della saga e della library Toho.  A causa delle forti restrizioni di budget, il film fa ampio uso di stock-footage presi dai precedenti film della saga, e fra le scene riciclate compaiono anche alcune rapide apparizioni di altri mostri della saga, come Rodan, il ragno gigante Kumonga o la mantide Kamacuras. I problemi relativi alla mancanza di fondi sono visibili anche nella scarsa mobilità di King Ghidorah e nell'azione dilatata artificiosamente con alcuni ralenti. Persino il costume di Godzilla (creato all'epoca de Gli eredi di King Kong) era malandato e nelle scene acquatiche fu sostituito da quello utilizzato in Il figlio di Godzilla.
Nel film sono state aggiunte in due scene delle nuvolette fumettistiche con dentro delle scritte davanti a Godzilla e Anguirus, per far capire cosa stessero dicendo, nella versione statunitense e italiana invece i due mostri vengono direttamente doppiati e le nuvolette non appaiono.

## Distribuzione

### Divieti
Il film è stato vietato in alcuni paesi (Italia compresa) ai minori di 14 anni per via di scene splatter presenti nei combattimenti fra mostri.